# Canutama
Canutama is een gemeente in de Braziliaanse deelstaat Amazonas. De gemeente telt 11.948 inwoners (schatting 2009).
De gemeente grenst aan Lábrea, Tapauá, Pauini en Boca do Acre.